# 白靈 (作家)
白靈（1951年1月18日—），本名莊祖煌，臺灣作家、詩人、文學評論家。著有詩集《五行詩及其手稿》與詩論《一首詩的誕生》等數十本，曾任教於國立臺北科技大學化工系。

## 關於作家
白靈出生於臺北市萬華區，祖籍福建惠安。
以長詩
1979年敘事長詩〈大黃河〉獲「國軍文藝長詩銀像獎」，刊載於聯合報副刊；同年以〈黑洞——記天安門事件〉獲中國時報敘事詩首獎。。詩人杜十三曾說：「白靈把詩評論以空前的評析手法加以量化、模化（sampling），再進行富有科學性『比較學』式的理性運作。……他的詩評是富有創意邏輯的。」
白靈曾任耕莘青年寫作會值年常務理事、葉紅女詩人獎總策劃人。1985年，白靈創辦「詩的聲光」，以另類的展演形式推廣現代詩。
加入草根詩社後，白靈曾主編第42至46期《草根詩刊》。1992年，白靈與其他七位詩人創辦台灣詩學季刊社。曾主編《台灣詩學季刊》、台灣年度詩選、《可愛小詩選》、《新詩二十家》、《新詩三十家》、《中華現代文學大系(貳)‧新詩卷》、《臉書截句選》等。
白靈認為「詩」是宇宙借我們而彰顯其自身之物，「詩絕不止是地球之詩，詩是宇宙之花，乃至可能是最不可思議的『宇宙潛意識』的展演」。
白靈自國立臺北科技大學化工系退休後，目前兼任東吳大學中文系副教授，開設「現代詩選讀及習作」課程。

## 著作

### 詩集
- 《後裔》（林白，1976）
- 《大黃河》（爾雅，1986）
- 《沒有一朵雲需要國界》（書林1997）
- 《妖怪的本事》（童詩）（三民，1997）
- 《台北正在飛》（童詩）（三民，2003）
- 《愛與死的間隙》（九歌，2004）
- 《女人與玻璃的幾種關係》（唐山，2007）
- 《昨日之肉》（秀威，2010）
- 《五行詩及其手稿》（秀威，2010）
- 《詩二十首及其檔案》（秀威，2013）
- 《白靈截句》（秀威，2017）
- 《野生截句》（秀威，2019）
- 《瘟神佔領的城市》（秀威，2021）

### 詩選
- 《白靈．世紀詩選》（爾雅，2000）
- 《白靈短詩選》（香港銀河出版社，2003）
- 《白靈詩選》（北京作家出版社，2008）
- 《離世界不遠 (韓文)》（嚴英旭、王英麗譯，韓國全南大學，2015）
- 《流動的臉：白靈新世紀詩選》（爾雅，2023）

### 散文
- 《給夢一把梯子》
- 《白靈散文集》
- 《慢活•人生》
- 《摩娑閒筆：白靈夏天日記》

### 詩論集
- 《一首詩的誕生》（九歌，1991）
- 《煙火與噴泉》（九歌，1994）
- 《一首詩的誘惑》（河童，2006/九歌，1998）
- 《一首詩的玩法》（九歌，2004）
- 《桂冠與荊棘 : 臺灣著名詩人白靈詩論集》（北京作家出版社2008）
- 《新詩十家論》（秀威，2016）
- 《新詩跨領域現象》（秀威，2017）
- 《世界粗礪時我柔韌》（秀威，2018）
- 《水過無痕詩知道》（秀威，2019）
- 《風華：瘂弦經典詩歌賞析》（秀威，2019）

## 獎項
- 全國優秀青年詩人獎
- 中國時報敘事詩首獎
- 梁實秋文學獎散文首獎
- 中央日報百萬徵文獎
- 中華文學獎散文第二名
- 創世紀詩創作獎
- 中國文藝獎章文藝評論獎
- 中山文藝獎
- 國家文藝獎
- 台灣文學獎金典獎